# Anaxipha pictipennis
Anaxipha pictipennis är en insektsart som beskrevs av Morgan Hebard 1924. Anaxipha pictipennis ingår i släktet Anaxipha och familjen syrsor. Inga underarter finns listade i Catalogue of Life.